# Shangshan
Die Shangshan-Stätte (chinesisch 上山遗址, Pinyin Shàngshān yízhǐ, englisch Shangshan site) ist eine archäologische Stätte der Shangshan-Kultur aus dem frühen Neolithikum im Kreis Pujiang (浦江县) in der ostchinesischen Provinz Zhejiang. 
Die Shangshan-Kultur wird auf 11400‐8600 vor heute bzw. „11000-9000 cal BP“ datiert.
Die dort entdeckten Funde liefern wichtige Aufschlüsse über die Geschichte des Reisanbaus (水稻 shuǐdào) in China.
Die Shangshan-Stätte (Shangshan yizhi) steht seit 2006 auf der Liste der Denkmäler der Volksrepublik China (6-83).